# Березово (Новосибірська область)
Березово (рос. Берёзово) — село у Маслянинському районі Новосибірської області Російської Федерації.
Входить до складу муніципального утворення Березовська сільрада. Населення становить 502 особи (2010).

## Історія
Згідно із законом від 2 червня 2004 року органом місцевого самоврядування є Березовська сільрада.

## Населення
| 2002 | 2007 | 2010 |
| ---- | ---- | ---- |
| 623  | ↘599 | ↘502 |